# Championnats d'Europe juniors d'athlétisme 1983
Navigation
1981 1985
Les 7es Championnats d'Europe juniors d'athlétisme se sont déroulés à Schwechat (Autriche) du 25 au 28 août 1983 au stade Rudolf-Tonn.

## Résultats

### Garçons
| Épreuves                           | Or                                                                                               | Argent                                                                                        | Bronze                                                                                         |
| ---------------------------------- | ------------------------------------------------------------------------------------------------ | --------------------------------------------------------------------------------------------- | ---------------------------------------------------------------------------------------------- |
| 100 m (Vent : -0,5 m/s)            | Lincoln Asquith 10 s 34                                                                          | Sergey Poduzdov 10 s 52                                                                       | Max Morinière 10 s 56                                                                          |
| 200 m (Vent : +1,0 m/s)            | Jürgen Evers 20 s 37                                                                             | Ralf Lübke 20 s 50                                                                            | Lincoln Asquith 20 s 86                                                                        |
| 400 m                              | Thomas Schönlebe 45 s 64                                                                         | Jens Carlowitz 45 s 72                                                                        | Klaus Just 46 s 44                                                                             |
| 800 m                              | Ikem Billy 1 min 47 s 15                                                                         | Piotr Piekarski 1 min 47 s 70                                                                 | Alberto Barsotti 1 min 48 s 44                                                                 |
| 1 500 m                            | Maik Dreissigacker 3 min 40 s 79                                                                 | Igor Lotorev 3 min 41 s 41                                                                    | Raf Wijns 3 min 41 s 75                                                                        |
| 3 000 m                            | Maik Dreissigacker 8 min 03 s 18                                                                 | Sergey Afanasyev 8 min 03 s 63                                                                | Slawomir Majusiak 8 min 03 s 69                                                                |
| 5 000 m                            | Jonathan Richards 13 min 56 s 41                                                                 | Heiner Mebes 14 min 02 s 76                                                                   | Detlef Schwarz 14 min 04 s 83                                                                  |
| 2 000 mètres steeple               | Mykola Matyushenko 5 min 31 s 54                                                                 | Burkhard Dahm 5 min 33 s 88                                                                   | Lorenzo Hidalgo 5 min 36 s 86                                                                  |
| 110 mètres haies (Vent : -0,5 m/s) | Jiří Hudec 13 s 85                                                                               | Sergey Usov 13 s 96                                                                           | Paul Brice 14 s 08                                                                             |
| 400 mètres haies                   | Ruslan Mishchenko 49 s 71                                                                        | Vladimir Budko 50 s 05                                                                        | Martin Briggs 50 s 22                                                                          |
| 10 000 m marche                    | Walter Arena 42 min 16 s 44                                                                      | Jacek Herok 42 min 58 s 95                                                                    | Jos Martens 43 min 01 s 97                                                                     |
| Saut en hauteur                    | Yuriy Sergiyenko 2,28 m                                                                          | Evgeni Peyev 2,21 m                                                                           | Patrik Sjöberg 2,21 m                                                                          |
| Saut à la perche                   | Rodion Gataullin 5,55 m                                                                          | Aleksandr Grigoryev 5,45 m                                                                    | Ryszard Kolasa 5,40 m                                                                          |
| Saut en longueur                   | Ron Beer 7,93 m                                                                                  | Andreja Marinkovic 7,86 m                                                                     | Robert Emmiyan 7,83 m                                                                          |
| Triple saut                        | Khristo Markov 16,72 m                                                                           | Artem Tsygankov 16,30 m                                                                       | Claes Rahm 16,27 m                                                                             |
| Lancer du poids                    | Oleg Zolotukhin 19,20 m                                                                          | Mikhail Kulish 18,29 m                                                                        | Richard Navara 17,85 m                                                                         |
| Lancer du disque                   | Yevgeniy Burin 55,94 m                                                                           | Valeriy Murashov 55,22 m                                                                      | Patrick Journoud 53,64 m                                                                       |
| Lancer du marteau                  | Sergey Dorozhon 74,28 m                                                                          | Aleksandr Zeleznev 71,90 m                                                                    | Marco Gerloff 70,94 m                                                                          |
| Lancer du javelot                  | Oleg Pakhol 80,88 m                                                                              | Sergey Glebov 77,86 m                                                                         | Klaus-Jörg Murawa 74,84 m                                                                      |
| Relais 4 × 100 mètres              | Allemagne de l'Ouest Norbert Dobeleit Markus Klameth Jürgen Evers Ralf Lübke 39 s 25             | Union soviétique Sergey Grishchenko Andrijus Kornikas Sergey Poduzdov Aleksandr Knysh 39 s 73 | Royaume-Uni Stephen Graham Steve Eden Elliot Bunney Lincoln Asquith 39 s 83                    |
| Relais 4 × 400 mètres              | Allemagne de l'Est Mario Fischer Mathias Schersing Jens Carlowitz Thomas Schönlebe 3 min 04 s 95 | Allemagne de l'Ouest Jürgen Gruber Frank Seybold Sven Mikisch Klaus Just 3 min 05 s 77        | Union soviétique Sergey Filipyev Ruslan Mishchenko Feliks Tatoyev Vladimir Budko 3 min 06 s 45 |
| Décathlon                          | Valter Külvet 7 915 pts                                                                          | Christian Schenk 7 607 pts                                                                    | Vassiliy Potapenko 7 465 pts                                                                   |

### Filles
| Épreuves                          | Or                                                                                            | Argent                                                                                              | Bronze                                                                                           |
| --------------------------------- | --------------------------------------------------------------------------------------------- | --------------------------------------------------------------------------------------------------- | ------------------------------------------------------------------------------------------------ |
| 100 m (Vent : +0,6 m/s)           | Natalya Pomoshchnikova 11 s 57                                                                | Simone Jacobs 11 s 59                                                                               | Henrietta Kessebeh 11 s 72                                                                       |
| 200 m (Vent : +1,1 m/s)           | Simone Schumann 23 s 04                                                                       | Valentina Bozhina 23 s 14                                                                           | Simone Jacobs 23 s 28                                                                            |
| 400 m                             | Petra Müller 51 s 79                                                                          | Gerda Haas 52 s 59                                                                                  | Malinka Girova 52 s 61                                                                           |
| 800 m                             | Katrin Wühn 2 min 00 s 25                                                                     | Christine Wachtel 2 min 00 s 42                                                                     | Monika Bens 2 min 01 s 29                                                                        |
| 1 500 m                           | Margareta Keszeg 4 min 13 s 17                                                                | Pavlina Evro 4 min 13 s 77                                                                          | Yvonne Grabner 4 min 14 s 00                                                                     |
| 3 000 m                           | Vera Nozickova 9 min 19 s 56                                                                  | Zita Agoston 9 min 19 s 92                                                                          | Marion Josefsen 9 min 20 s 93                                                                    |
| 100 mètres haies (Vent : 0,0 m/s) | Susanne Losch 13 s 22                                                                         | Jeanette Kreisch 13 s 26                                                                            | Nathalie Byer 13 s 46                                                                            |
| 400 mètres haies                  | Radostina Shtereva 56 s 01                                                                    | Kristina Jauch 57 s 56                                                                              | Marina Mironova 58 s 13                                                                          |
| Saut en hauteur                   | Yelena Topchina 1,94 m                                                                        | Tamara Malesev 1,88 m                                                                               | Deborah Marti 1,88 m                                                                             |
| Saut en longueur                  | Larissa Baluta 6,67 m                                                                         | Monika Beyer 6,53 m                                                                                 | Jana Sobotka 6,48 m                                                                              |
| Lancer du poids                   | Heidi Krieger 18,06 m                                                                         | Valentina Fedyushina 17,01 m                                                                        | Astrid Wagner 16,89 m                                                                            |
| Lancer de disque                  | Heidi Krieger 60,14 m                                                                         | Larissa Platonova 59,04 m                                                                           | Irina Yefrosimina 57,40 m                                                                        |
| Lancer du javelot                 | Natalya Chernyenko 62,04 m                                                                    | Trine Solberg 61,40 m                                                                               | Jana Kopping 59,08 m                                                                             |
| Relais 4 × 100 mètres             | Allemagne de l'Est Sabine Klaus Simone Schumann Ute Beck Stefanie Jacob 44 s 12               | Union soviétique Yelena Fyodorova Natalya Pomoshchnikova Yelena Fedosenko Valentina Bozhina 44 s 44 | Royaume-Uni Etta Kessebeh Georgina Oladapo Simmone Jacobs Lisa Goreeph 44 s 86                   |
| Relais 4 × 400 mètres             | Allemagne de l'Est Frauke Jürgens Sigrun Ludwigs Petra Müller Christine Wachtel 3 min 30 s 44 | Bulgarie Petya Strashilova Yuliana Rasheva Malina Girova Radostina Shtereva 3 min 31 s 78           | Allemagne de l'Ouest Christine Wahl Karin Lix Annegret Ley Nicole Leistenschneider 3 min 31 s 94 |
| Heptathlon                        | Sibylle Thiele 6 421 pts                                                                      | Sabine Braun 6 273 pts                                                                              | Jana Sobotka 6 222 pts                                                                           |

## Tableau des médailles[1]
- Pays hôte

| Rang  | Nation               | Or | Argent | Bronze | Total |
| ----- | -------------------- | -- | ------ | ------ | ----- |
| 1     | Allemagne de l'Est   | 14 | 7      | 7      | 28    |
| 2     | Union soviétique     | 13 | 16     | 5      | 34    |
| 3     | Royaume-Uni          | 3  | 1      | 9      | 13    |
| 4     | Allemagne de l'Ouest | 2  | 4      | 4      | 10    |
| 5     | Bulgarie             | 2  | 2      | 1      | 5     |
| 6     | Tchécoslovaquie      | 2  | 0      | 1      | 3     |
| 7     | Italie               | 1  | 0      | 1      | 2     |
| 8     | Roumanie             | 1  | 0      | 0      | 1     |
| 9     | Pologne              | 0  | 2      | 2      | 4     |
| 10    | Yougoslavie          | 0  | 2      | 0      | 2     |
| 11    | Norvège              | 0  | 1      | 1      | 2     |
| 12    | Albanie              | 0  | 1      | 0      | 1     |
| 12    | Autriche             | 0  | 1      | 0      | 1     |
| 12    | Hongrie              | 0  | 1      | 0      | 1     |
| 15    | Belgique             | 0  | 0      | 2      | 2     |
| 15    | France               | 0  | 0      | 2      | 2     |
| 15    | Suède                | 0  | 0      | 2      | 2     |
| 18    | Espagne              | 0  | 0      | 1      | 1     |
| Total | Total                | 38 | 38     | 38     | 114   |